# Hirta
Hirta (Schots-Gaelisch: Hiort) is het grootste en centrale eiland van Saint Kilda. De naam wordt soms ook gebruikt om te verwijzen naar de gehele archipel.
Op zijn breedst is Hirta, van west naar oost, 4 kilometer breed. Het eiland is een stuk van een oude vulkaan, en heeft buitengewoon steile hellingen. Hiort is slechts op één plaats toegankelijk, in een baai aan de zuidoostkust waar het dorp van de vroegere Sint-Kildanen gelegen is, Bagh a' Bhaile, de „dorpsbaai“. In het noordwesten van het eiland ligt een grote vallei, de Gleann Mòr, met een riviertje dat uitmondt in een andere inham, het „valleimeer“, Loch a' Ghlinne. Het noordwestelijke uiteinde, An Campar, is een rotspunt van 216 meter die vrijwel verticaal uit zee oprijst en uitkijkt naar Soay. Het op een na hoogste punt van Hiort heet Mullach Mòr („grote top“): dit is centraal aan de noordzijde van het eiland gelegen en meet 362 meter; er staan twee zendmasten op. Ten oosten hiervan ligt nog een 376 meter hoge heuvel, de Conachair.
De plaats van het dorp, simpelweg Am Baile („het dorp“) genoemd, en de Gleann Mòr zijn de enige laaggelegen delen van Hiort; in feite bestaat de rand van het eiland vrijwel uitsluitend uit bijzonder steile rotswanden. In het zuidoosten, ten zuiden van de Bagh a' Bhaile, wordt Hirta van Dun gescheiden door een zee-engte van enkele tientallen meters; oorspronkelijk waren Dun en Hirta met elkaar verbonden, maar de oceaan heeft, na eerst een rotsboog uit de rotswand te hebben gesleten, uiteindelijk uit Dun en Hirta twee afzonderlijke eilanden gecreëerd.
Tot 1930 werd Hirta bewoond door een autochtone Sint-Kildaanse bevolking. De laatste bewoners waren 36 mensen, waaronder aantal bejaarden. Thans bevindt zich een Britse legerbasis op het eiland. De huizen van het dorp worden door vrijwilligers onderhouden, en het eiland wordt door de National Trust for Scotland beheerd. Hirta, zoals de rest van Saint Kilda, is Werelderfgoed. Aan de zuidflank van de Conachair en de noordrand van de Bagh a' Bhaile bevinden zich talloze Cleits, hutten van gestapelde stenen met op de top een bedekking van turf (grondsoort). Ze werden voornamelijk gebruikt voor het bewaren van voedsel (niet te verwarren met cairns).
Door het ontbreken van roofdieren is het eiland een van Groot-Brittannië's belangrijkste broedgebieden van zeevogels: meer dan 100.000 papegaaiduikers, Jan-van-Gents en stormvogels. Verwilderde geiten zijn er ook. Er zijn geen bomen.

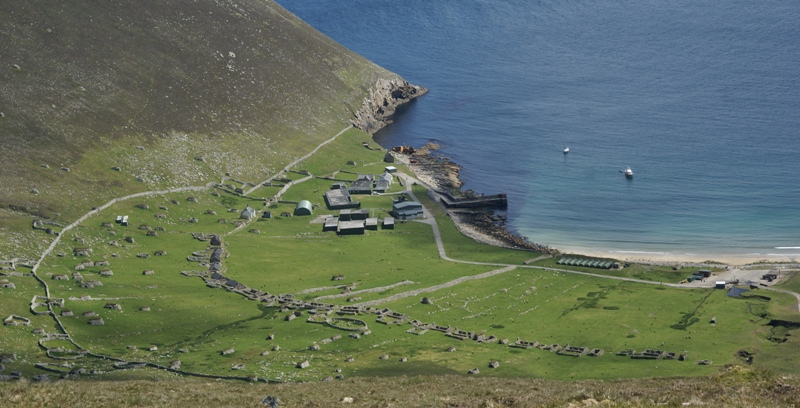
Het dorp aan Village Bay met de barakken van het weerstation.